# Slag in de Filipijnenzee
De Slag in de Filipijnenzee was de grootste zeeslag tijdens de Tweede Wereldoorlog tussen vliegdekschepen van de Verenigde Staten en Japan. Deze zeeslag vond plaats op 19 en 20 juni 1944 in de Filipijnenzee. De aanleiding voor deze zeeslag was de Amerikaanse Operatie Forager : de landingen op drie eilanden Saipan, Tinian en Guam in de Marianen archipel. Deze eilanden konden als basis gebruikt worden voor verdere operaties richting de Japanse hoofdeilanden en om Japan aan te vallen met zware bommenwerpers. Daardoor zag de Japanse marine zich genoodzaakt om twee jaar na de Slag bij Midway opnieuw een beslissende confrontatie met de Amerikaanse vloot op te zoeken. De slag in de Filipijnenzee was een zware nederlaag voor de Japanse vloot: niet alleen kon zij geen beduidende schade aanrichten op de Amerikaanse vloot, ze verloor praktisch al haar vliegtuigen en alleen de afwachtende en voorzichtige tactiek van de Amerikanen redde haar van de volledige vernietiging. Na deze slag hield de Japanse vliegkampschipvloot op een beduidende factor te zijn in de strijd ter zee.

## Aanleiding
De Marianen zijn een eilandengroep in het westen van de Stille Oceaan en ten zuiden van Japan. Er zijn maar zes van deze eilanden bewoond waaronder het grootste eiland Saipan. De Amerikanen wilden deze eilanden heroveren om er vliegbasissen te kunnen aanleggen voor hun luchtmacht en moesten hierbij gebruikmaken van amfibische oorlogvoering. Dit is een militaire operatie die zowel door land- , zee- als luchtstrijdkrachten wordt uitgevoerd. Het Amerikaanse US Marine Corps en het Amerikaanse leger zouden Tinian, Guam en Saipan gaan bezetten maar moesten hiervoor eerst luchtoverwicht zien te verkrijgen. Bij deze operatie werd er gebruikgemaakt van Grumman F6F Hellcat deklandingsvliegtuigen. De gezamenlijke landing van de Amerikaanse strijdkrachten werd succesvol uitgevoerd op het eiland Saipan op 15 juni 1944. Japan reageerde hierop door het bevel te geven om de hele Amerikaanse vloot die deze landing ondersteunde, te vernietigen.

## De tegenstanders

### Amerika

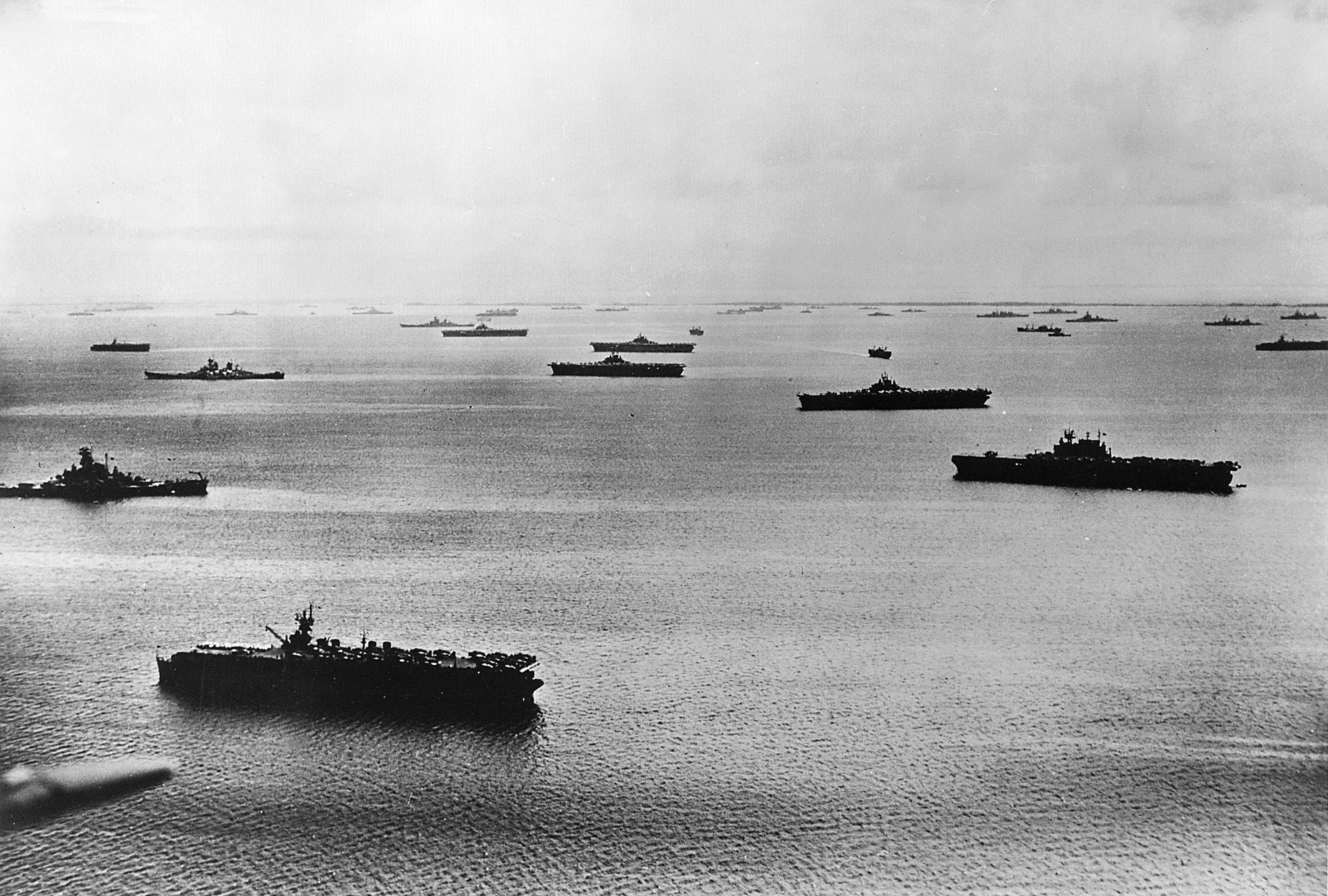
De Amerikaanse vloot voor anker. Deze foto geeft een idee van de grootte van de vloot : hier liggen drie slagschepen en acht vliegdekschepen bij elkaar

De Amerikaanse Central Pacific Fleet of de vijfde vloot stond onder bevel van admiraal Raymond Spruance. De voornaamste component van de vijfde vloot was Task Force 58 onder bevel van viceadmiraal Marc Mitscher. De TF58 bestond uit vier carrier Task Groups en een 'Heavy Surface Strike Group'. Elke Task Group opereerde zelfstandig en bestond uit drie tot vier vliegdekschepen met een escorte van kruisers en torpedobootjagers die een scherm rond de vliegdekschepen vormden tegen onderzeeboot- en luchtaanvallen. De eerste verdediging tegen luchtaanvallen bestond echter uit de jachtvliegtuigen van de vliegdekschepen zelf, die constant een Combat air patrol in de lucht hielden. Deze CAPs werden geleid vanuit gevechtscentrales op de vliegdekschepen, die via hun radar vijandelijke aanvallen konden peilen.
- Task Group 58.1 bestond uit de nieuwe vlootvliegkampschepen Yorktown en Hornet, de lichte vlootvliegkampschepen Belleau Wood en Bataan en had 267 vliegtuigen.aan boord.
- Task Group 58.2 bestond uit de nieuwe vlootvliegkampschepen Bunker Hill en Wasp, de lichte vlootvliegkampschepen Monterey en Cabot en had 244 vliegtuigen aan boord.
- Task Group 58.3 bestond uit de veteraan Enterprise, de nieuwe Lexington en de lichte vlootvliegkampschepen San Jacinto en Princeton en had 227 vliegtuigen aan boord.
- Task Group 58.4 bestond uit het nieuwe vlootvliegkampschip Essex en de lichte vlootvliegkampschepen Langley en Cowpens en had 162 vliegtuigen aan boord.

Deze schepen bevatten in totaal 900 vliegtuigen, waarvan 452 Grumman F6F-3 Hellcat jachtvliegtuigen. Ook 27 Grumman F6F-3N nachtjagers van het Amerikaanse nachtjagers detachement VF(N), uitgerust met een AN/APS-6 radar waren aan boord, verspreid over meerdere vliegdekschepen. In dit detachement zaten er ook nog drie F4U Corsair nachtjagers.
Zeven moderne slagschepen waren samengebracht in Task Group 58.7, De 'Heavy Surface Strike Group', of TG 58.7 bestond uit zeven moderne slagschepen: de Washington, North Carolina, South Dakota, Indiana, Alabama, Iowa and New Jersey.
Er werden voor de kusten van Taiwan, de Filipijnen en de Marianen circa negentien onderzeeërs geplaatst. Daarbij werden er nog negen duikboten van de Amerikaanse zevende vloot ingezet ter versterking

### Japan
Op 1 maart 1944 werden alle slageskaders en vliegdekschepen van de Japanse marine ondergebracht in de 'eerste mobiele vloot' onder commando van de bevelhebber van de vliegdekschepen, viceadmiraal Jisaburo Ozawa. De vloot was gebaseerd te Tawi-Tawi, een Filipijns eiland dicht bij Borneo. De bedoeling van deze concentratie was om een beslissende zeeslag met de Amerikanen uit te lokken wanneer deze de aanval zouden inzetten op de Filipijnen of op de verdedingsgordel van eilanden rond Japan.
Op 11 juni begon de Amerikaanse vloot met aanvallen op Saipan en op 13 juni vertrok de eerste mobiel vloot uit Tawi-Tawi richting de Marianen. De eerste mobiele vloot bestond uit de volgende eenheden :
- Het eerste vliegdekschip eskader of groep ‘A’ onder bevel van viceadmiraal Jisaburo Ozawa was gevormd rond de drie beschikbare vlootvliegdekschepen : de drie maanden oude Taiho, en de veteranen Shokaku en Zuikaku. Deze vliegdekschepen waren gepantserd en hadden elk een luchtgroep van 75 vliegtuigen. Door hun hoge snelheid van 33 knopen konden ze niet geëscorteerd worden door slagschepen die met hun tragere snelheid vlootoperaties zouden hinderen. Het escorte beperkte zich tot twee zware kruisers en een flottielje van zeven torpedobootjagers met een lichte kruiser als flotieljeleider.

- Het tweede vliegdekschipeskader of groep ‘B’ onder bevel van Schout-bij-Nacht Joshima was gevormd rond de drie vliegdekschepen Junyo, Hiyo en Ryuho. Dit waren vliegdekschepen die niet oorspronkelijk als dusdanig ontworpen waren, maar verbouwde passagiersschepen en marineschepen. Ze waren niet gepantserd en heel kwetsbaar voor torpedo's. De Junyo en Hiyo waren zusterschepen en hadden elk 51 vliegtuigen aan boord. De Ryuho was kleiner, had maar 33 vliegtuigen en haar snelheid van 23 knopen beperkte de hele groep tot deze snelheid. Daardoor kreeg deze groep wel een slagschipescorte door de Nagato. Het escorte werd vervolledigd door een flotielje van acht torpedojagers en de zware kruiser Mogami die uitgerust was met extra verkenningsvliegtuigen.
- Groep 'C' was een gemengde eenheid onder bevel van viceadmiraal Takeo Kurita. Het bevatte de volgende elementen:
  - Het derde vliegdekschipeskader onder bevel van viceadmiraal Obayashi met de drie vliegdekschepen Chitose, Chiyoda en Zuiho. Elk van die drie vliegdekschepen had een luchtgroep van 30 toestellen. Dit waren ook omgebouwde marineschepen, maar met een snelheid van 28 knopen zodat ze samen konden opereren met de andere elementen.
  - Het eerste slageskader met de superslagschepen Yamato en Musashi.
  - Het derde slageskader met de slagschepen Kongo en Haruna.
  - Het vierde eskader met de vier zware kruisers Atago, Takao, Chokai en Maya.
  - Het zevende eskader met de vier zware kruisers Kumano, Suzuya, Tone en Chikuma.
  - een flottielje van zes torpedobootjagers, met een lichte kruiser als flotieljeleider.
- Daarnaast waren er nog twee bevoorradingseskaders met in totaal zes tankers en zes escorteschepen.

In totaal beschikten de Japanners over 450 vliegtuigen op hun vliegdekschepen. Deze werden daarbij ondersteund vliegtuigen gestationeerd op de Marianen en andere eilanden die binnen het bereik van de Marianen lagen, zoals Iwo Jima en Chichi Jima. Het plan van Ozawa was om de Amerikaanse vloot eerst te verzwakken door luchtaanvallen vanaf de eilanden, om daarna zelf aan te vallen buiten het bereik van de Amerikaanse vliegdekschepen. De Japanse vliegkampschip-vliegtuigen moesten na hun aanval doorvliegen naar Guam, daar bijtanken en herbewapenen, en dan terug aanvallen voorleer naar de vliegkampschepen terug te keren.

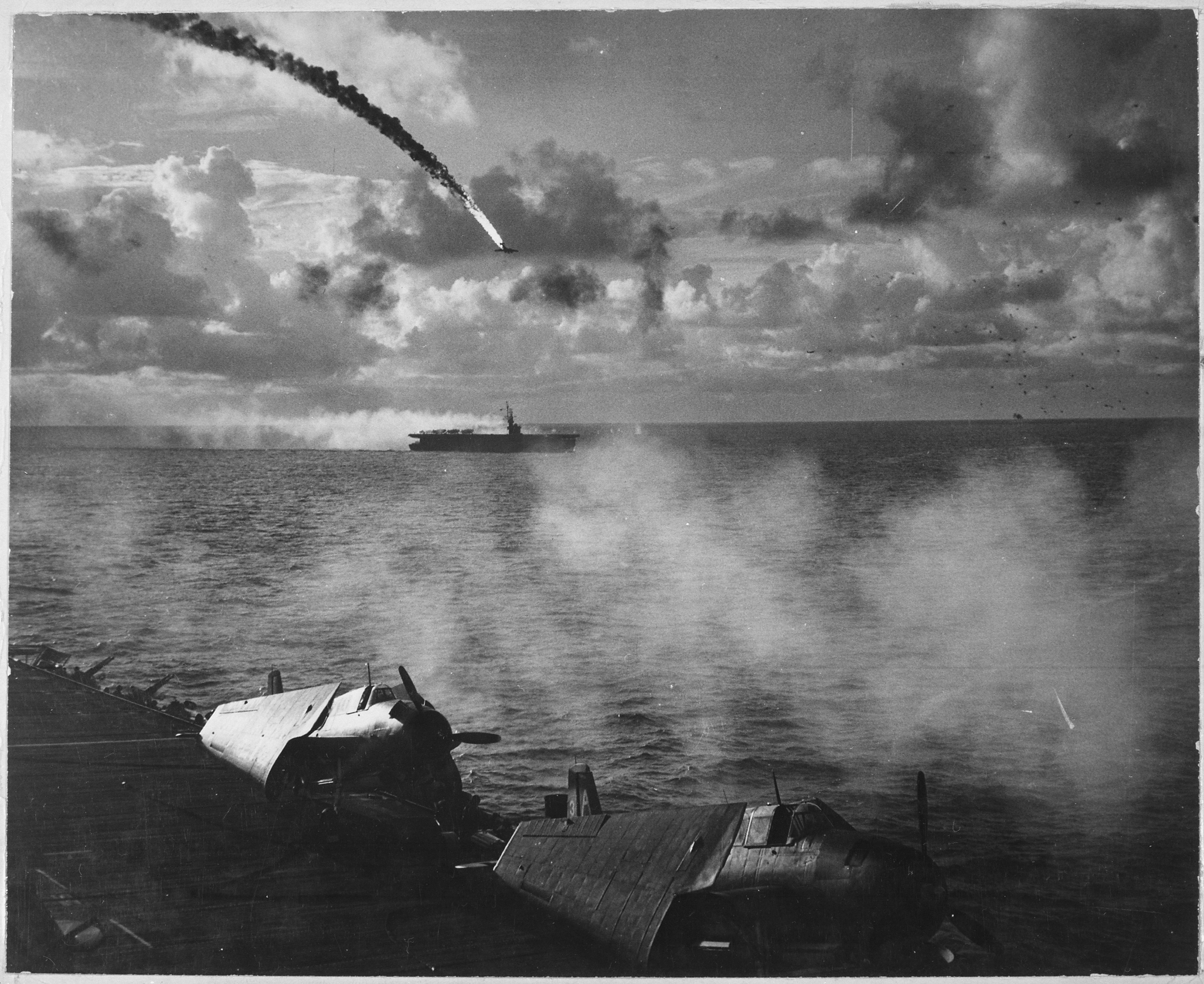
Een Japans vliegtuig stort brandend neer bij een aanval op het escortevliegdekschip Kitkun Bay

## Slag in de Filipijnenzee

### Inleiding
Amerikaanse onderzeeërs waren actief rond de Japanse vlootbasis op Tawi Tawi (Filipijnen) waar de Japanse vloot de slag aan het afwachten was. De Harder bracht tussen 6 en 9 juni drie torpedojagers tot zinken en beschadigde een vierde, de Hake bracht op 8 juni een torpedobootjager tot zinken. Toen de Japanse vloot vertrok voor de slag werd dit direct gemeld door de Redfin. Op 15 juni kan de Flying Fish de Japanse vloot rapporteren wanneer deze door de San Bernardinostraat naar de Filipijnenzee opstoomt. Op 16 en 17 juni wordt de Japanse vloot tijdens het bevoorraden uit de tankers gevolgd door de Cavalla. Door deze meldingen kreeg admiraal Spruance de tijd om alle vier de taskgroups te verzamelen en te concentreren in Task Force 58 ten westen van de Marianen.
Negentien Japanse onderzeeërs waren ontplooid op een lijn ten oosten van de Marianen archipel, slechts drie onderzeeërs rapporteerden een aanval maar ze konden niks raken. Tussen 13 en 21 juni gingen zes onderzeeërs verloren door Amerikaanse patrouillevliegtuigen en -schepen.
Vanaf 11 juni begon TF58 de strijd om het luchtoverwicht te verwerven boven de Marianen. Meer dan 200 Hellcats en acht Avengers vielen de vliegvelden aan. Voor het verlies van elf Hellcats werden 36 Japanse toestellen in de lucht en op de grond vernietigd. Task group 38.4 onderschepte een konvooi dat Saipan juist verlaten had en kan vier escorteschepen en tien koopvaardijschepen tot zinken brengen. Tijdens de nacht vielen torpedobommenwerpers vanuit Truk de Amerikaanse vloot aan, maar zonder gevolg. De volgende dag werden 468 vluchten gelanceerd vanaf de vliegkampschepen tegen de vliegvelden op Saipan, Tinian en Guam. Op 14 en 15 juni trekken TG38.2 en TG38.3 zich tijdelijk te terug om zich te herbevoorraden, terwijl TG38.1 en TG38.4 naar het Noorden gaan om vliegvelden op Iwo jima, Chichi Jima en Hahajima aan te vallen op 15 en 16 juni. Tegen de avond van 17 juni concentreert Spruance alle task groups van TF58 op 180 mijl ten westen van Tinian.
Op 17 juni vielen 50 Japanse vliegtuigen vanuit vliegvelden op de Marianen de Amerikaanse vloot aan. Ze vonden geen Amerikaanse task force, maar wel een eskader escortevliegkampschepen die luchtsteun en dekking gaven aan de landingsvloot. Het escortevliegkampschip Fanshaw Bay werd geraakt en twee andere kregen nabijtreffers. De Japanse piloten rapporteerden echter grote successen tegen vlootvliegkampschepen, wat Ozawa verkeerdelijk deed veronderstellen dat de Amerikaanse vloot al verzwakt was.

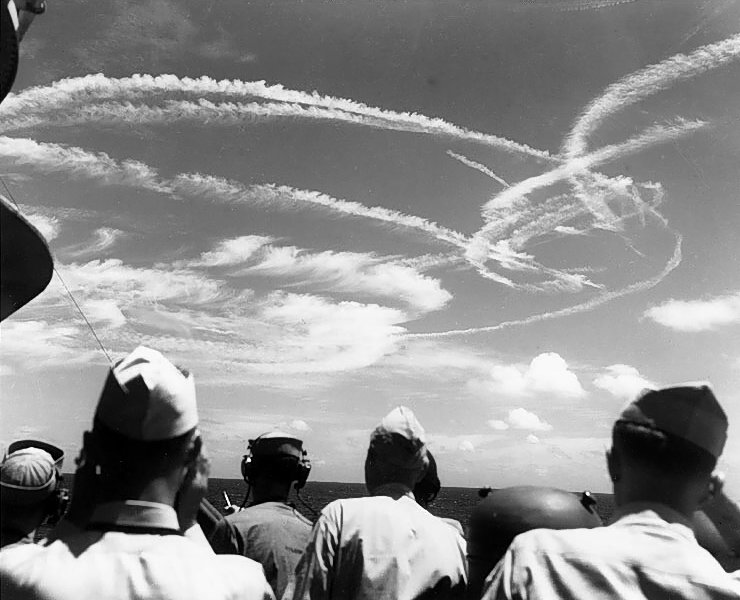
Gevechtsvliegtuigsporen in de lucht boven TF-58 op 19 juni 1944.

De Amerikaanse onderzeeër Cavalla vond de Japanse vloot ten Noord-Westen van Saipan in de avond van 17 juni. Spruance besloot niet aan te vallen uit schrik weggelokt te worden van Saipan en wachtte de Japanse aanval af. Amerikaanse verkenners vonden de volgende dag niks. Via radiopeilingen kon de positie van de Japanse vloot wel bepaald worden en tijdens de nacht kon een Martin PBM Mariner-verkenner uitgerust met radar wel contact maken. Met radar uitgeruste Avengers van de Enterprise vonden echter niets.
Op 18 juni 1944 bleef Ozawa buiten bereik van de Amerikanen en stuurde verkenningsvliegtuigen uit op zoek naar de Amerikaanse vloot. Pas om 15.25 uur werd de vloot gevonden en Ozawa zag af van een verrassingsaanval uit vrees dat zijn piloten 's nachts niet konden landen op vliegdekschepen. De aanval met 67 vliegtuigen die Obayashi al had gelanceerd werd teruggeroepen.

### Zeeslag

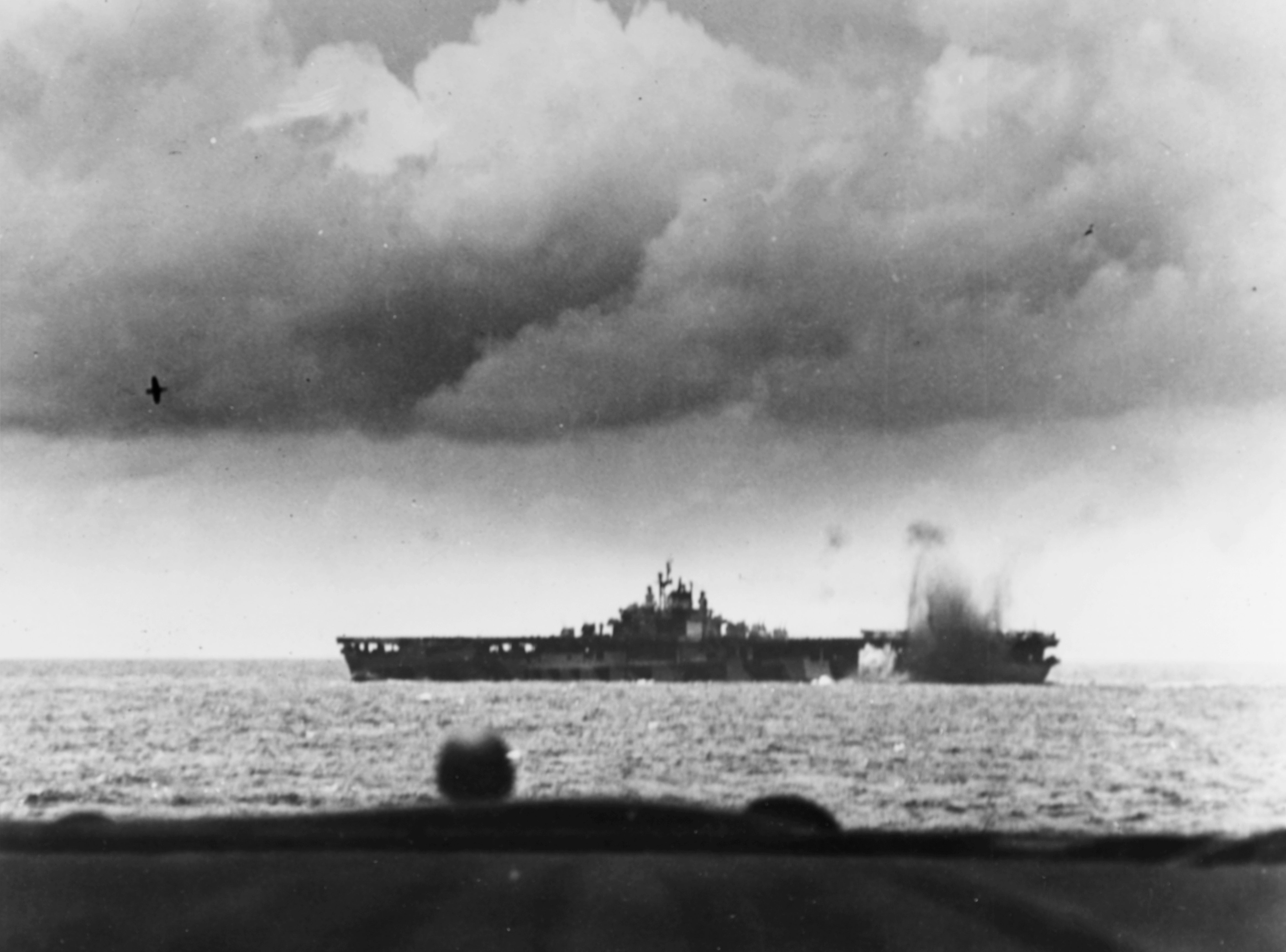
Het Amerikaanse vliegdekschip Bunker Hill kreeg een nabijtreffer op 19 juni 1944

De Japanse verkenners vonden op 19 juni 1944 rond 07.30 uur drie van de vier Amerikaanse Task Groups en Ozawa lanceerde tussen 08.25 en 10.30 uur vier aanvallen:
1. De eerste aanvalsformatie of raid bestond uit 70 vliegtuigen die om 08.25 uur opstegen vanaf groep 'C'. De Amerikanen zagen hen reeds om 09.57 op de radar op een afstand van 140 mijl. Vanuit de gevechtscentrales van TF58 werden 37 jagers die boven Guam aan het opereren waren teruggeroepen en tussen 10.23 en 10.38 uur werden 140 jagers gelanceerd die de reeds aanwezige Combat Air Patrol van 60 toestellen versterkte. De Japanse aanval vond geen vliegdekschip groep, maar wel TG58.7. Ongeveer 40 toestellen konden de Amerikaanse schepen aanvallen, maar enkel het slagschip South Dakota kreeg een bomtreffer die lichte schade veroorzaakte. Slechts 27 Japanse toestellen overleefden de jagers en luchtafweergeschut en keerden terug naar hun vliegdekschepen.[11]
2. Ozawa lanceerde een half uur na Group 'C' zijn luchtaanval. Hij hield de vliegtuigen van groep 'B' in reserve en liet om 08.56 uur 131 toestellen opstijgen vanaf zijn drie vlootvliegdekschepen. Tien van deze toestellen werden door eigen luchtafweer uitgeschakeld toen ze op hun route over groep 'C' vlogen. Om 11.07 uur verscheen deze aanval op de Amerikaanse radar en werden de jachtvliegtuigen er op afgestuurd. Slechts een twintigtal vliegtuigen kon doorbreken en aanvallen uitvoeren. Een vliegtuig stortte neer op de Indiana maar richtte slechts lichte schade aan. De vliegkampschepen Wasp en Bunker Hill kregen een nabijtreffer, maar werden niet beschadigd. Slechts 31 toestellen keerden terug naar de Japanse vliegdekschepen.[11]
3. Bij de derde raid vertrokken er 47 vliegtuigen van groep 'B' maar deze raid mislukte volkomen: de toestellen werden naar een verkeerd punt gestuurd en vonden hun doelwit niet. Slechts twintig toestellen vonden uiteindelijk een Amerikaanse Task Groep maar konden voor een verlies van zeven vliegtuigen slechts een nabijtreffer plaatsen bij het vliegdekschip Essex.[12]

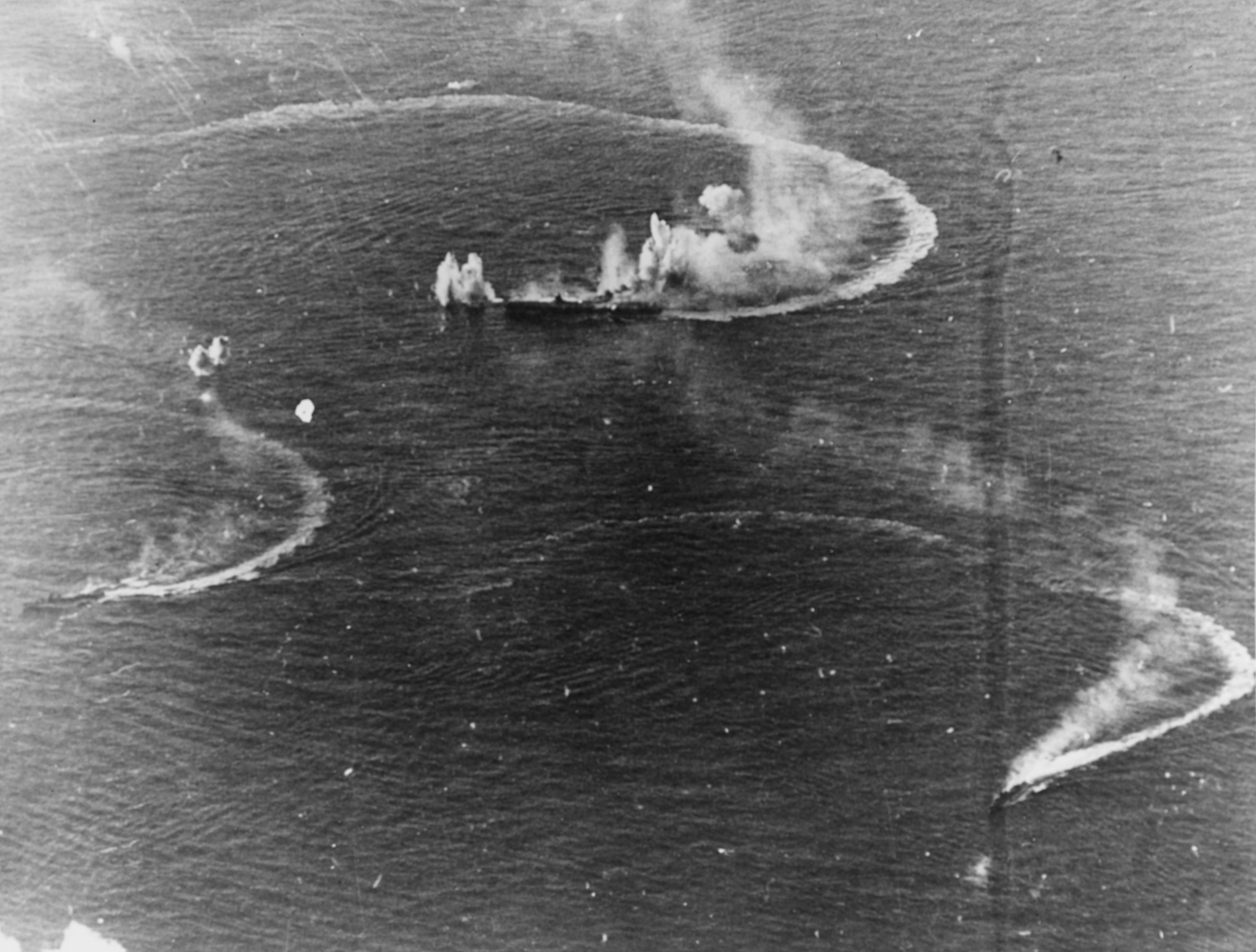
De Zuikaku wordt aangevallen op 20 juni door vliegtuigen van TF58

4. De Zuikaku wordt aangevallen op 20 juni door vliegtuigen van TF58Om 10.30 uur lanceerde groep 'B' nog een aanval met 74 toestellen, aangevuld met acht toestellen van de Zuikaku. Ook deze aanval werd naar een verkeerd punt gestuurd. De meeste vliegtuigen vlogen door naar Guam, zestien vliegtuigen keerden terug naar de vliegdekschepen. Op weg naar Guam vonden de vliegtuigen TG58.2. Op 50 mijl van de task Group werd de aanval op de radar ontdekt en jagers werden ter onderschepping uitgestuurd. Door communicatieproblemen tussen de jagers en de gevechtscentrale konden vijftien duikbommenwerpers door de Combat Air Patrol breken en aanvallen. Opnieuw werden de Bunker Hill en Wasp bijna getroffen, maar uiteindelijk bereikte de aanval niets. Boven Guam werden de toestellen opgewacht door Amerikaanse jagers en de meeste werden neergeschoten bij hun landingspoging. De toestellen die wel konden landen, waren zo zwaar beschadigd, dat ze allemaal buiten strijd waren.[13]

Tijdens de tweede golf van aanvallen van de Japanners werd de Taiho geraakt door een van de zes torpedo's van de Amerikaanse onderzeeër Albacore. Het vliegdekschip verloor slechts een knoop aan snelheid en kon verder blijven opereren. De treffer had echter ook brandstoftanks beschadigd en lekkende benzine en benzinedampen begonnen zich door het schip te verspreiden. De 'Damage Control' besloot om het schip te ventileren maar het resultaat was dat de benzinedampen zich overal in het ship verspreiden. Om 11.52 uur viel de onderzeeër Cavalla ook group 'A' aan en raakte de Shokaku met vier torpedo's. Het vliegdekschip vloog in brand, bleef gestopt liggen en ontplofte en zonk ten slotte om 15.00 uur. Om 15.30 uur ontbranden de benzinedampen in de Taiho met een hevige ontploffing die het pantserdek braken en de zijkanten van de romp naar buiten bliezen. Het schip vloog in brand en na nog een hevige ontploffing om 18.30 uur zonk de Taiho. Tweeëntwintig vliegtuigen gingen verloren samen met de vliegdekschepen

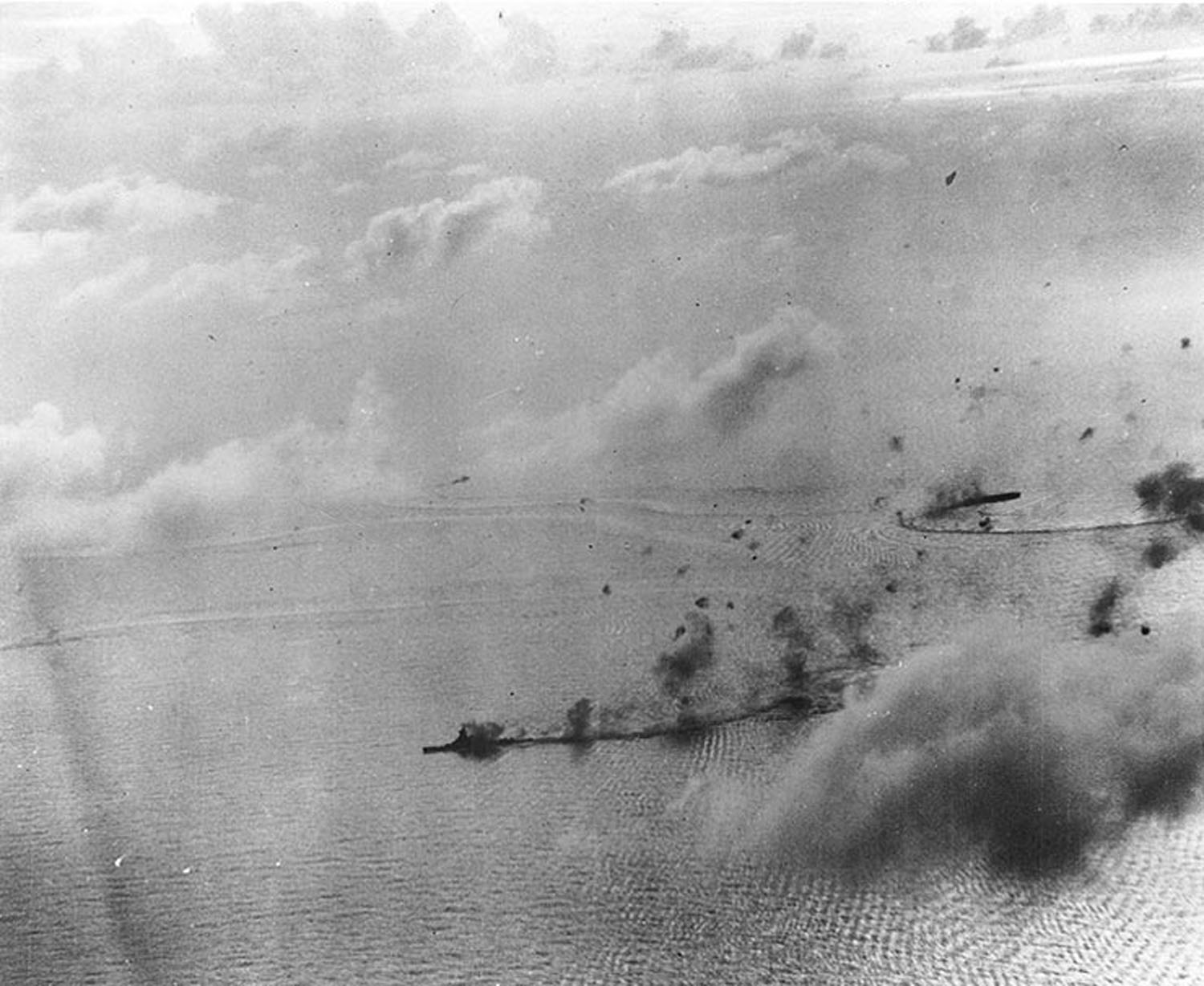
Japanse schepen van groep 'C' worden op 20 juni aangevallen door vliegtuigen van TF58

De Amerikanen ondernamen geen aanval op Ozawa's vloot, er werden alleen enkele aanvallen ondernomen op de vliegvelden van Guam. Op de vliegdekschepen waren met radar uitgeruste vliegtuigen beschikbaar om de Japanse vloot tijdens de nacht te zoeken, maar de piloten waren te uitgeput en de Amerikanen zagen af van de nachtverkenning. De Japanse vloot trok zich terug om te hergroeperen en te herbevoorraden, met de intentie om de aanvallen, samen met op land gestationeerde vliegtuigen, op 22 juni te hervatten.
De Amerikanen zonden verkenners uit in de morgen van de 20e juni, maar die vonden niets. Pas na de middag werd de Japanse vloot ontdekt door een Amerikaans verkenningsvliegtuig. De Japanse vloot bevond zich op 300 mijl van de Amerikanen en wanneer nu nog een aanval gelanceerd werd, moesten de vliegtuigen terugkeren naar de vliegdekschepen in het donker. Toch besloot viceadmiraal Mitscher tot een aanval met 216 vliegtuigen.
De vliegtuigen vielen in losse formaties aan en concentreerden zich niet op één schip. Een eerste groep viel de bevoorradingstankers aan en twee tankers werden vernietigd. De volgende groep viel groep 'A' aan en konden de Zuikaku in brand bombarderen. De Japanners slaagden erin de branden onder controle te krijgen en het schip te redden. De groep van de volgende task group viel force 'B' aan, De Junyo werd door twee bommen getroffen en de Hiyo door twee torpedo's. Het getorpedeerde schip kapseisde en zonk. Group 'C' werd ook aangevallen maar alleen de Chiyoda en Haruna kregen bomtreffers. Tijdens deze zeeslag verloren de Japanners 65 vliegtuigen in de lucht en op de vliegdekschepen.
Tijdens deze aanvallen verloren de Amerikanen twintig vliegtuigen, maar op de terugweg moesten 72 vliegtuigen door brandstoftekort landen op het water. De meeste bemanningen konden gered worden.
Na deze zeeslag trok Ozawa zich terug en brak het gevecht af. Toen Ozawa Okinawa bereikte, had hij 35 vliegtuigen over.

## Bijnaam
De slag in de Filipijnenzee werd door de Amerikaanse piloten The Great Marianas Turkey Shoot "De grote kalkoenenjacht in de Marianen" genoemd wegens de enorme verliezen bij de Japanse lucht- en zeemacht. Deze hevige verliezen werden veroorzaakt door de Amerikaanse piloten en het Amerikaanse luchtafweergeschut.
De slag in de Filipijnenzee maakte deel uit van een grotere operatie. Deze operatie werd door de Amerikaanse planners, die de invasie op de eilanden bedacht hadden, Operatie Forager genoemd.

## Verliezen Amerika

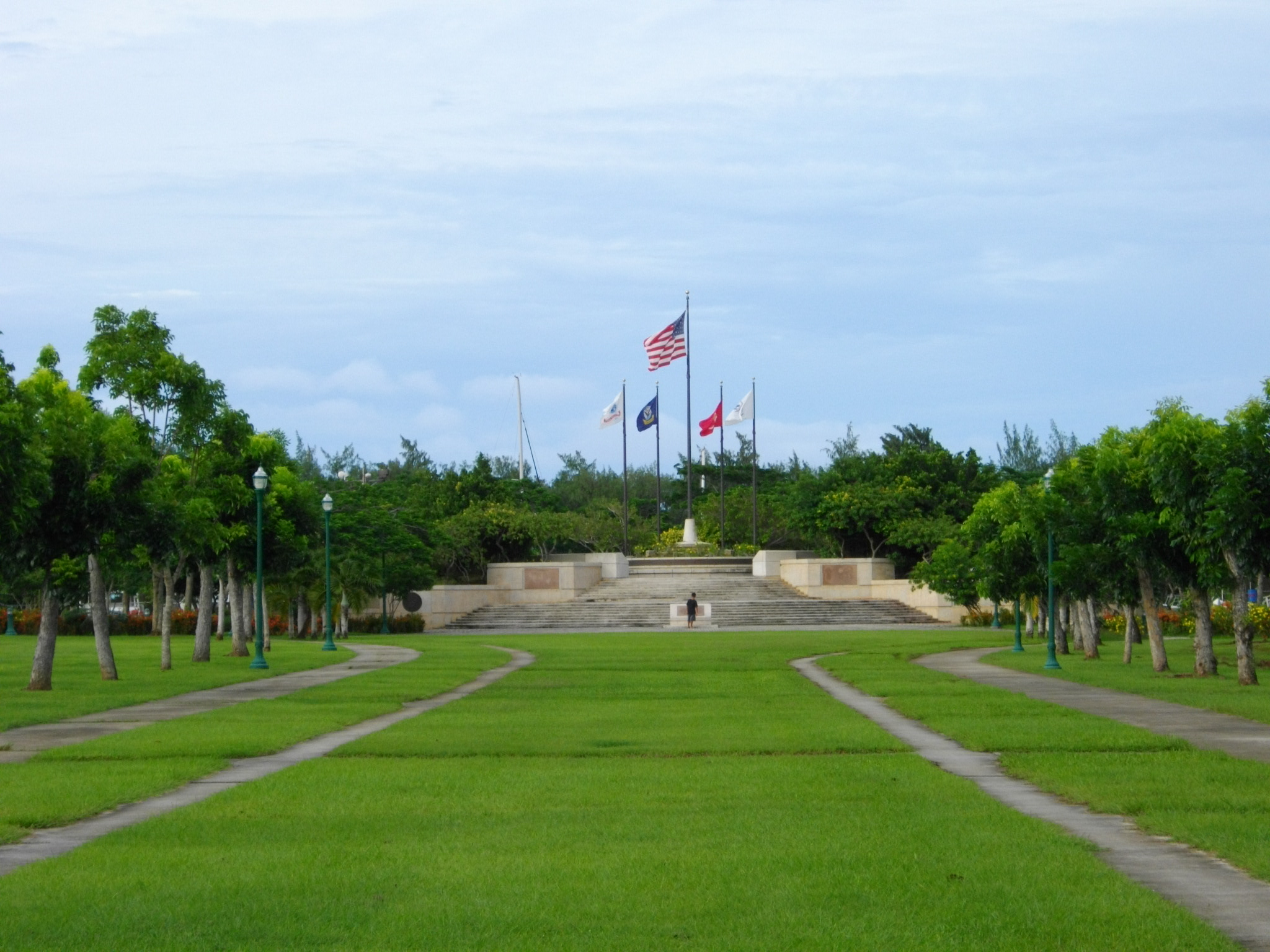
The Court of Honor in American Memorial Park.

De Turkey Shoot was voor de Amerikanen een succes zowel op technologisch vlak, als wat de training betreft. Desondanks hebben de Amerikanen bij deze slag toch een aantal verliezen geleden. Maar uiteindelijk konden ze dankzij hun suprematie in de lucht boven de Marianen toch de overwinning behalen.
Amerika verloor in totaal ongeveer 130 vliegtuigen, waaronder ook vliegtuigen die niet tijdens het vechten verloren gingen. De USS South Dakota werd middelmatig beschadigd.

## Herdenking slachtoffers
De Amerikanen hebben op 18 augustus 1978 op het eiland Saipan American Memorial Park opgericht. Hier worden alle slachtoffers van de hele Marianas campagne herdacht, zowel de gevallen soldaten als de burgers van de eilanden waarop er gevochten werd. Het museum over de Tweede Wereldoorlog legt vooral de nadruk op de Marianas Campagne. Dit wordt duidelijk doordat er in de inkomhal een opvallend portret ophangt van zowel de Amerikaanse president Franklin D. Roosevelt als de Japanse keizer Hirohito. Zij regeerden op het moment dat de campagne plaatsvond. Tussen deze twee portretten bevindt zich een aandenken aan de slachtoffers bij de plaatselijke bevolking van de Marianas. Er is in het park ook een monument opgericht waarop voor het 50ste jubileum van de invasie van Saipan de namen van de 5204 slachtoffers werden gebeiteld.